# Munizipium (Rumänien)
Ein Munizipium (von lateinisch Municipium, rumänisch Municipiu) ist eine Verwaltungseinheit in Rumänien. Dieser Status wurde einer Stadt durch ein Gesetz der rumänischen Abgeordnetenkammer von 2001 verliehen. Außer Bukarest hatten 92 Städte den Status eines Munizipiums.

## Charakteristik
Vor dem Zweiten Weltkrieg waren Munizipien den Kreisen (județe) gleichgestellt. Nach mehreren Verwaltungsreformen sind die Munizipien heute mit Ausnahme der kreisfreien Hauptstadt den Kreisen untergeordnet. Sie werden wie gewöhnliche Städte von einem Gemeinderat und einem Bürgermeister verwaltet, der direkt gewählt wird. In den Munizipien gibt es – außer in Bukarest mit sechs Sektoren mit je einem gewählten Bürgermeister und eigenem Rat – keine administrative Unterteilungen und die eingemeindeten Dörfer (rumänisch Sate) haben keine Selbstverwaltung.

## Ränge und Kriterien
Das Gesetz 351 vom 6. Juli 2001 regelt die Ranghierarchie und die Mindestkriterien für die Vergabe:
- Rang 0 ist die Hauptstadt Bukarest.
- Rang I waren „Munizipien von nationaler Bedeutung, mit potenziellem Einfluss auf europäischem Niveau“; das waren 11 Städte mit mehr als 150.000 Einwohnern Bacău, Brașov, Brăila, Cluj-Napoca, Constanța, Craiova, Galați, Iași, Oradea, Ploiești, und Timișoara.
- Rang II waren „Munizipien von nationaler Bedeutung, mit zwischen- oder innerkreislichen Bedeutung oder mit einer ausgleichenden Rolle im Ortsnetz“, was für weitere 81 Städte galt.
- Mit Rang III werden im Gesetz von 2001 172 Städte gelistet.

Mindestkriterien:
1. Einwohner: 40.000
2. erwerbsfähige Bevölkerung im nichtlandwirtschaftlichen Erwerb: 85 %
3. Wohnungen mit Leitungswasserversorgung: 80 %
4. Wohnungen  mit Innenbad und -WC: 75 %
5. Wohnungen mit Zentralheizung: 45 %
6. Krankenhausbetten auf 1.000 Einwohner: 10
7. Ärzte auf 1.000 Einwohner: 2,3
8. Bildungseinrichtungen: nachgymnasial (postliceal)
9. Kultur- und Sporteinrichtungen: Veranstaltungssäle/Theater, Musikinstitute, öffentliche Bibliotheken, Stadion, Sporthallen
10. Hotelplätze:100
11. modernisierte Straßen: 60 % der Gesamtlänge
12. Straßen am Wasserverteilungsnetz: 70 % der Gesamtlänge
13. Straßen mit Kanalisation: 60 % der Gesamtlänge
14. Kläranlagen: mechanische und biologische Stufen
15. Straßen mit frei zugänglichem Hydrantennetze zur Feuerlöschung: 70 % der Gesamtlänge
16. Grünflächen: 15 m²  pro Einwohner, öffentlicher Park
17. kontrollierte Abfallentsorgung mit gesichertem Zugang

Ausnahme, z. B. hat das kleinste Munizipium Orșova mit etwa 10.000 Einwohnern (2021 nur noch 8506 Einwohner).